# Fruxu-do-carrasco
Manaquim-da-campina ou fruxu-do-carrasco (Neopelma chrysocephalum) é uma espécie de ave da família Pipridae.
Pode ser encontrada nos seguintes países: Brasil, Colômbia, Guiana Francesa, Guiana, Peru, Suriname e Venezuela.
Os seus habitats naturais são: florestas subtropicais ou tropicais húmidas de baixa altitude e matagal árido tropical ou subtropical.